# لاورل (ویرجینیا)
لاورل (به انگلیسی: Laurel) یک منطقهٔ مسکونی در ایالات متحده آمریکا است که در شهرستان هنریکو، ویرجینیا واقع شده‌است. لاورل ۱۴٫۲ کیلومتر مربع مساحت و ۱۶٬۷۱۳ نفر جمعیت دارد و ۷۴ متر بالاتر از سطح دریا واقع شده‌است.